# Le cronache di Evermoor
Le cronache di Evermoor (The Evermoor Chronicles) è una serie televisiva britannica creata da Tim Compton e Diane Whitley. È la prima serie TV Disney ad essere prodotta nel Regno Unito.
Ha esordito su Disney Channel, la versione britannico-irlandese della rete internazionale, nel 2014 con una miniserie televisiva di quattro puntate intitolata Evermoor, sulla quale, tra l'altro, la serie è basata. Il 19 marzo 2015 è stata ordinata la produzione di una serie completa dal titolo Le cronache di Evermoor, la cui prima stagione, composta da 20 episodi, è trasmessa dal 9 novembre 2015. In Italia, la serie va in onda su Disney Channel dall'11 gennaio 2016.
La serie è stata annunciata per una seconda stagione, composta da 12 episodi, ed è andata in onda nel Regno Unito dall'8 maggio 2017. La stagione ha subito un drastico cambiamento nella scelta del casting. Riconfermato è il cast originale senza la partecipazione di Naomi Sequeira, interprete di Tara, venendo sostituita da nuovi personaggi. La stagione è andata in onda nel Regno Unito su Disney Channel l'8 maggio 2017 e in Italia dal 23 dicembre 2017.

## Trama
La serie riprende la propria storia dai quattro episodi pilota (vedi Evermoor). In questa serie, Tara Crossley vive, con gli altri protagonisti (Bella, Sebastian, Cameron, Ludo, Jake, Sorsha, Otto e Lacie), nuove avventure dopo aver trovato la Zia Bridget, che aveva inscenato la propria morte, e aver scoperto di essere la Suprema Everine. Tara fa credere a Esmeralda che in realtà sia Bella la Suprema Everine, perché, in realtà, crede (cosa, peraltro, non vera) che Esmeralda le voglia rubare i poteri. Quando, per sbaglio, Bella viene risucchiata nell'arazzo, Tara la libera, insieme a Cotton Lively, una Everine esiliata del XVI secolo, infetta da peste blu, che vuole vendicarsi con le altre Everine per non essere stata riconosciuta come effettiva Everine. Dopo averla fatta tornare nell'arazzo, su richiesta di Cameron, Tara cerca sua madre e, con una predizione fatta da Sorsha, scopre che Cameron sarà eliminato nella Notte del Fetore da Tara, che, cambiando il futuro, lo fa ricongiungere alla madre trasformandolo in un albero, stesso destino della madre. Successivamente Tara cercherà di ritrasformarlo a tutti i costi,non sapendo chi si cela tra tutto questo... Si farà poi conoscenza, nel corso della prima stagione, delle Fondatrici del villaggio e di alcuni altri personaggi che causeranno non pochi guai e rallentamenti ai nostri protagonisti.

## Episodi
| Stagione         | Episodi | Prima TV UK | Prima TV Italia |
| ---------------- | ------- | ----------- | --------------- |
| miniserie TV     | 4       | 2014        | 2014            |
| Prima stagione   | 20      | 2015-2016   | 2016            |
| Seconda stagione | 12      | 2017        | 2017-2018       |

## Sigla
La sigla, cantata da Naomi Sequeira, si intitola Forevermoor. Dalla seconda stagione, la sigla è cantata da Jasmin Elcock.

## Personaggi e interpreti
- Tara Crossley, interpretata da Naomi Sequeira e doppiata da Lucrezia Marricchi.
È una ragazza curiosa, coraggiosa e istintiva. È un'ottima scrittrice dotata di un'immaginazione che la porta sempre a intraprendere avventure ricche di misteri. È la Suprema Everine, ma non lo sa  (almeno all'inizio).

- Sebastian "Seb" Crossley, interpretato da George Sear e doppiato da Mirko Cannella.
È il fratellastro di Tara, nonché gemello di Bella. È molto intelligente, pratico e ingegnoso, ma anche abbastanza carino. Ha una cotta per la figlia del sindaco, Sorsha Doyle.
- Bella Crossley, interpretata da Georgia Lock è doppiata da Ludovica Bebi.
È la sorellastra di Tara, nonché gemella di Seb. È viziata e gelosa delle attenzioni di Cameron per Tara, infatti fra le due c'è molta rivalità (almeno fino alla metà della prima stagione).
- Jake Crossley, interpretato da Georgie Farmer.
È il fratello di Tara. È il migliore amico di Ludo e lo aiuta sempre nelle strambe imprese che si mette in testa. È intelligente, ma anche un po' testardo (a volte).
- Fiona Crossley, interpretata da Belinda Stewart-Wilson.
È la madre di Tara. È una scrittrice e si è trasferita con la sua famiglia a Evermoor, nella vecchia casa della Zia Bridget.
- Rob Bailey, interpretato da Dan Fredenburgh.
È il padre di Jake, Bella e Seb e il marito di Fiona.
- Cameron "Cam", interpretato da Finney Cassidy e doppiato da Manuel Meli.
È il rubacuori di Evermoor e fa colpo sia su Tara che su Bella, facendo litigare le due.
- Sorsha Doyle, interpretata da Jordan Loughran e doppiata da Emanuela Ionica.
È la figlia del sindaco Doyle e studia per diventare una Everine. È attratta da Seb, ma non può distrarsi dallo studio. Diventerà malvagia in seguito all'invasione del suo corpo da parte di una delle tre fondatrici.
- Mayor Doyle, interpretato da Clive Rowe.
È il sindaco della città. Fa praticamente tutti i lavori esistenti. Non sa che la figlia, dopo l'invasione del corpo della stessa da parte di una Fondatrice, è diventata una della tre Fondatrici.
- Ludo, interpretato da Alex Starke.
È il migliore amico di Jake ed è definito strambo (molto).
- Crimson, interpretata da Margaret Cabourn-Smith.
- Esmerelda Dwyer, interpretata da Sharon Morgan.
È il capo del Circolo delle Everine. È molto severa, soprattutto con Tara. È intransigente ed è sempre attenta alle cose che fanno gli altri. Nel terzo episodio della prima stagione, scopre che la Zia Bridget è ancora viva e che la vera Suprema Everine è Tara, ma le viene cancellata la memoria grazie ad un ricamo completato da Tara stessa sull'arazzo magico del villaggio. Diventerà malvagia in seguito all'invasione del suo corpo da parte di una delle tre fondatrici.
- Zia Bridget, interpretata da Georgie Glen.
Ha inscenato la sua morte prima dell'arrivo di Tara. L'unica di sapere della sua esistenza (fino al terzo episodio della prima stagione) è Tara stessa. È la sua mentore e le insegna tutto ciò che serve per diventare e, successivamente al completamento dell'addestramento di Tara, essere una vera e propria Suprema Everine, mostrandole "di cosa sono (è) capace" (Tara Crossley, ultima scena dell'ultimo episodio della prima stagione.
- Otto, interpretato da Sammy Moore.
Figlio di un semidio, può trasformarsi in un gufo (o "Snoot", come lo chiamano gli abitanti di Evermoor) quando vuole.
- Lacie Fairburn, interpretata da India Amarteifio.
Rivale di Jake e Ludo, cerca sempre di ostacolarli e sfidarli e vince sempre. Diventerà malvagia in seguito all'invasione del suo corpo da parte di una delle tre Fondatrici.
- Cotton Lively, interpretata da Jennie Eggleton.
Appare nei primi due episodi. È stata esiliata nell'arazzo per essere stata contagiata dalla peste blu. Vuole vendicarsi contro le altre Everine per non essere stata riconosciuta come tale.